# Sainghin-en-Mélantois
Pour les articles homonymes, voir Sainghin.
Sainghin-en-Mélantois est une commune française située dans le département du Nord (59), en région Hauts-de-France. Elle fait partie de la métropole européenne de Lille. C'est l'une des deux villes-centres d'une unité urbaine de cinq communes, l'unité urbaine de Cysoing, qui appartient à l'aire d'attraction de Lille (partie française).

## Géographie
Sainghin-en-Mélantois est un bourg campagnard qui se situe dans la plaine du Mélantois en Flandre romane à 8,6 km au sud-est de Lille.

### Localisation

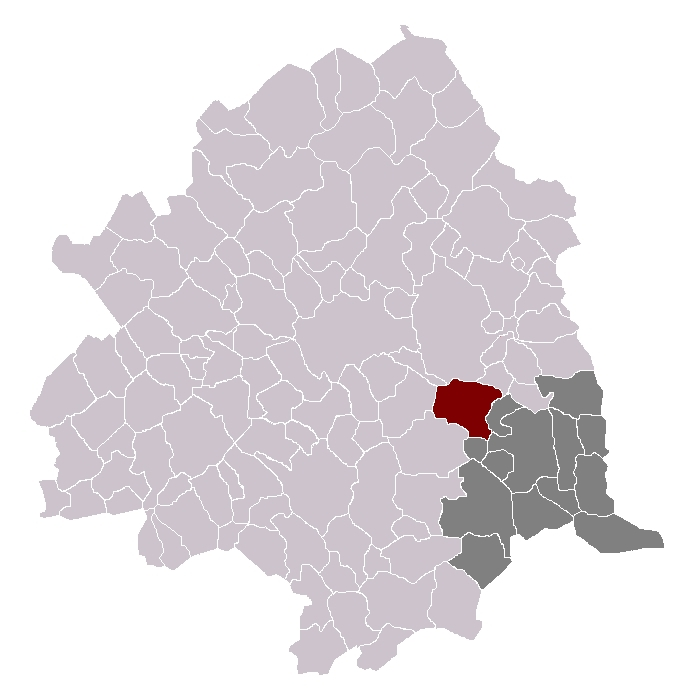
Sainghin-en-Mélantois dans son canton et son arrondissement.

| Lezennes (par un quadripoint) | Villeneuve-d'Ascq     | Anstaing         |
| Lesquin                       | Sainghin-en-Mélantois | Gruson, Bouvines |
| Fretin                        | Péronne-en-Mélantois  | Cysoing          |

### Hydrographie

#### Réseau hydrographique
La commune est située dans le bassin Artois-Picardie. Elle est drainée par la Marque et le ruisseau de Sainghin,,.
La Marque, d'une longueur de 32 km, prend sa source dans la commune de Thumeries et se jette dans le canal de Roubaix à Wasquehal, après avoir traversé 25 communes. Les caractéristiques hydrologiques de la Marque sont données par la station hydrologique située sur la commune. Le débit moyen mensuel est de 0,836 m3/s. Le débit moyen journalier maximum est de 12,714 décembre 196 610,8 m3/s, atteint le 4 mars 2024.

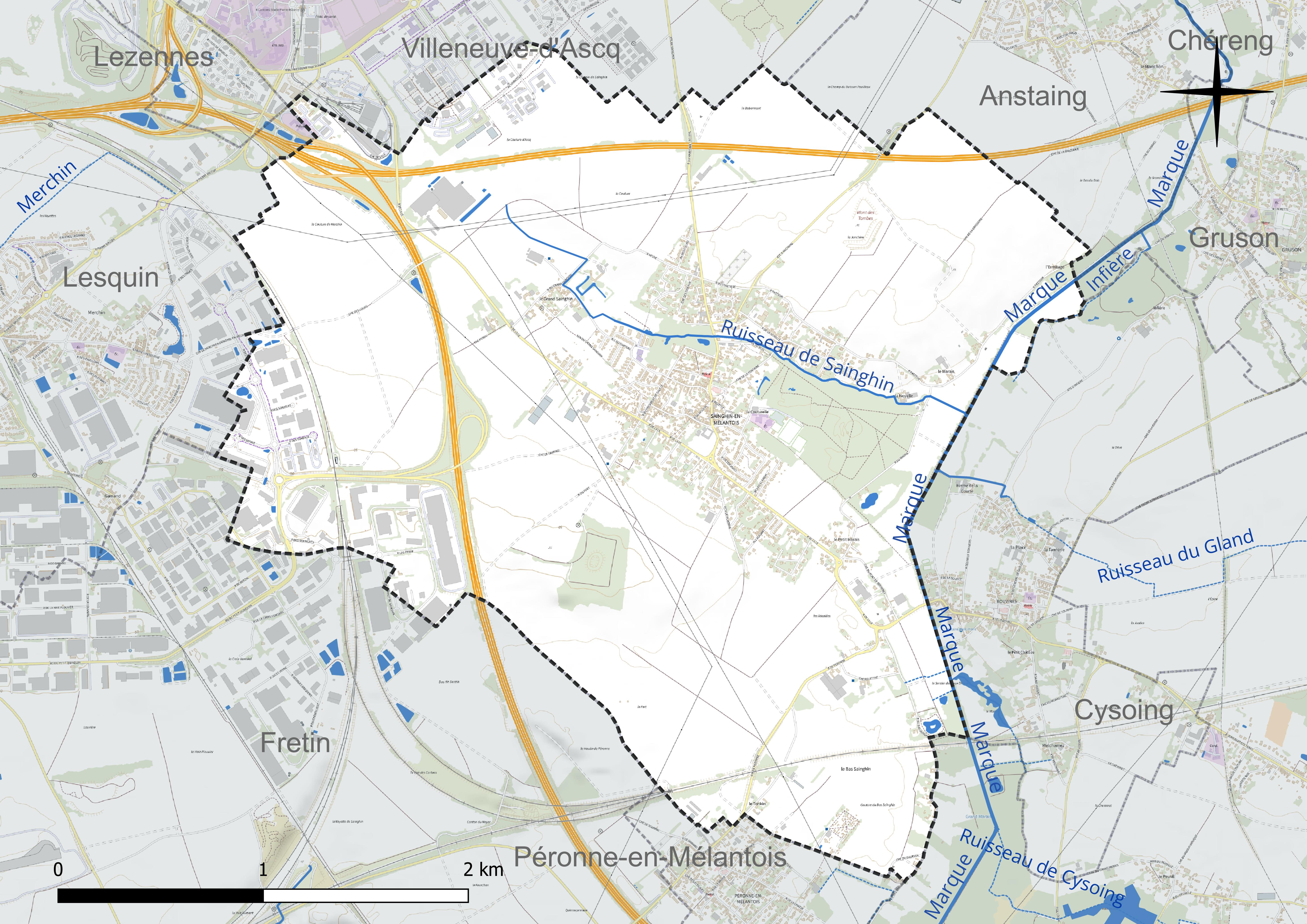
Réseau hydrographique de Sainghin-en-Mélantois.

#### Gestion et qualité des eaux
Le territoire communal est couvert par le schéma d'aménagement et de gestion des eaux (SAGE) « Marque Deûle ». Ce document de planification concerne un territoire de 1 120 km2 de superficie, délimité par les bassins versants de la Marque et de la Deûle, formant une vaste cuvette sédimentaire de 40 km de long et de 25 km de large, où la pente est très faible. Le périmètre a été arrêté le 2 décembre 2005 et le SAGE proprement dit a été approuvé le 9 mars 2020. La structure porteuse de l'élaboration et de la mise en œuvre est la Métropole européenne de Lille.
La qualité des cours d'eau peut être consultée sur un site dédié géré par les agences de l'eau et l'Agence française pour la biodiversité.

### Climat
Pour des articles plus généraux, voir Climat des Hauts-de-France et Climat du Nord.
En 2010, le climat de la commune est de type climat océanique dégradé des plaines du Centre et du Nord, selon une étude du CNRS s'appuyant sur une série de données couvrant la période 1971-2000. En 2020, Météo-France publie une typologie des climats de la France métropolitaine dans laquelle la commune est exposée à un climat océanique et est dans la région climatique Nord-est du bassin Parisien, caractérisée par un ensoleillement médiocre, une pluviométrie moyenne régulièrement répartie au cours de l'année et un hiver froid (3 °C).
Pour la période 1971-2000, la température annuelle moyenne est de 10,6 °C, avec une amplitude thermique annuelle de 14,3 °C. Le cumul annuel moyen de précipitations est de 684 mm, avec 12 jours de précipitations en janvier et 9,1 jours en juillet. Pour la période 1991-2020, la température moyenne annuelle observée sur la station météorologique la plus proche, située sur la commune de Lesquin à 4 km à vol d'oiseau, est de 11,3 °C et le cumul annuel moyen de précipitations est de 740,0 mm,. Pour l'avenir, les paramètres climatiques de la commune estimés pour 2050 selon différents scénarios d'émission de gaz à effet de serre sont consultables sur un site dédié publié par Météo-France en novembre 2022.
| Mois                                  | jan.             | fév.             | mars           | avril           | mai             | juin            | jui.           | août           | sep.           | oct.            | nov.            | déc.             | année      |
| ------------------------------------- | ---------------- | ---------------- | -------------- | --------------- | --------------- | --------------- | -------------- | -------------- | -------------- | --------------- | --------------- | ---------------- | ---------- |
| Température minimale moyenne (°C)     | 1,7              | 1,9              | 3,8            | 5,9             | 9,3             | 12,1            | 14,2           | 14             | 11,4           | 8,4             | 4,9             | 2,3              | 7,5        |
| Température moyenne (°C)              | 4,1              | 4,7              | 7,5            | 10,5            | 13,8            | 16,7            | 18,9           | 18,8           | 15,8           | 11,9            | 7,6             | 4,7              | 11,3       |
| Température maximale moyenne (°C)     | 6,6              | 7,5              | 11,2           | 15              | 18,4            | 21,3            | 23,7           | 23,7           | 20,2           | 15,4            | 10,3            | 7                | 15         |
| Record de froid (°C) date du record   | −19,5 14.01.1982 | −17,8 21.02.1956 | −10,5 13.03.13 | −4,7 09.04.1968 | −2,3 03.05.1967 | 0 02.06.1962    | 3,4 05.07.1964 | 3,9 31.08.1956 | 1,2 23.09.1979 | −4,4 28.10.1950 | −7,8 24.11.1998 | −17,3 29.12.1964 | −19,5 1982 |
| Record de chaleur (°C) date du record | 15,2 18.01.07    | 19 24.02.21      | 24,8 31.03.21  | 27,9 15.04.07   | 31,7 27.05.05   | 34,8 28.06.1947 | 41,5 25.07.19  | 37,1 08.08.20  | 35,1 15.09.20  | 27,8 01.10.11   | 20,3 06.11.18   | 16,1 31.12.22    | 41,5 2019  |
| Ensoleillement (h)                    | 622              | 736              | 1 273          | 1 759           | 1 957           | 2 015           | 2 097          | 1 968          | 1 553          | 1 153           | 617             | 525              | 16 274     |
| Précipitations (mm)                   | 58,2             | 50,8             | 52,1           | 45,3            | 61,6            | 63,7            | 67,8           | 71,3           | 56,8           | 64,1            | 75              | 73,3             | 740        |

## Urbanisme

### Typologie
Au 1er janvier 2024, Sainghin-en-Mélantois est catégorisée ceinture urbaine, selon la nouvelle grille communale de densité à sept niveaux définie par l'Insee en 2022.
Elle appartient à l'unité urbaine de Cysoing, une agglomération intra-départementale regroupant cinq communes, dont elle est ville-centre,,. Par ailleurs la commune fait partie de l'aire d'attraction de Lille (partie française), dont elle est une commune de la couronne,. Cette aire, qui regroupe 201 communes, est catégorisée dans les aires de 700 000 habitants ou plus (hors Paris),.

### Occupation des sols
L'occupation des sols de la commune, telle qu'elle ressort de la base de données européenne d'occupation biophysique des sols Corine Land Cover (CLC), est marquée par l'importance des territoires agricoles (70,8 % en 2018), en diminution par rapport à 1990 (80,8 %). La répartition détaillée en 2018 est la suivante :
terres arables (58,7 %), zones urbanisées (13 %), zones industrielles ou commerciales et réseaux de communication (12,6 %), prairies (6,1 %), zones agricoles hétérogènes (6 %), forêts (3,6 %). L'évolution de l'occupation des sols de la commune et de ses infrastructures peut être observée sur les différentes représentations cartographiques du territoire : la carte de Cassini (XVIIIe siècle), la carte d'état-major (1820-1866) et les cartes ou photos aériennes de l'IGN pour la période actuelle (1950 à aujourd'hui).

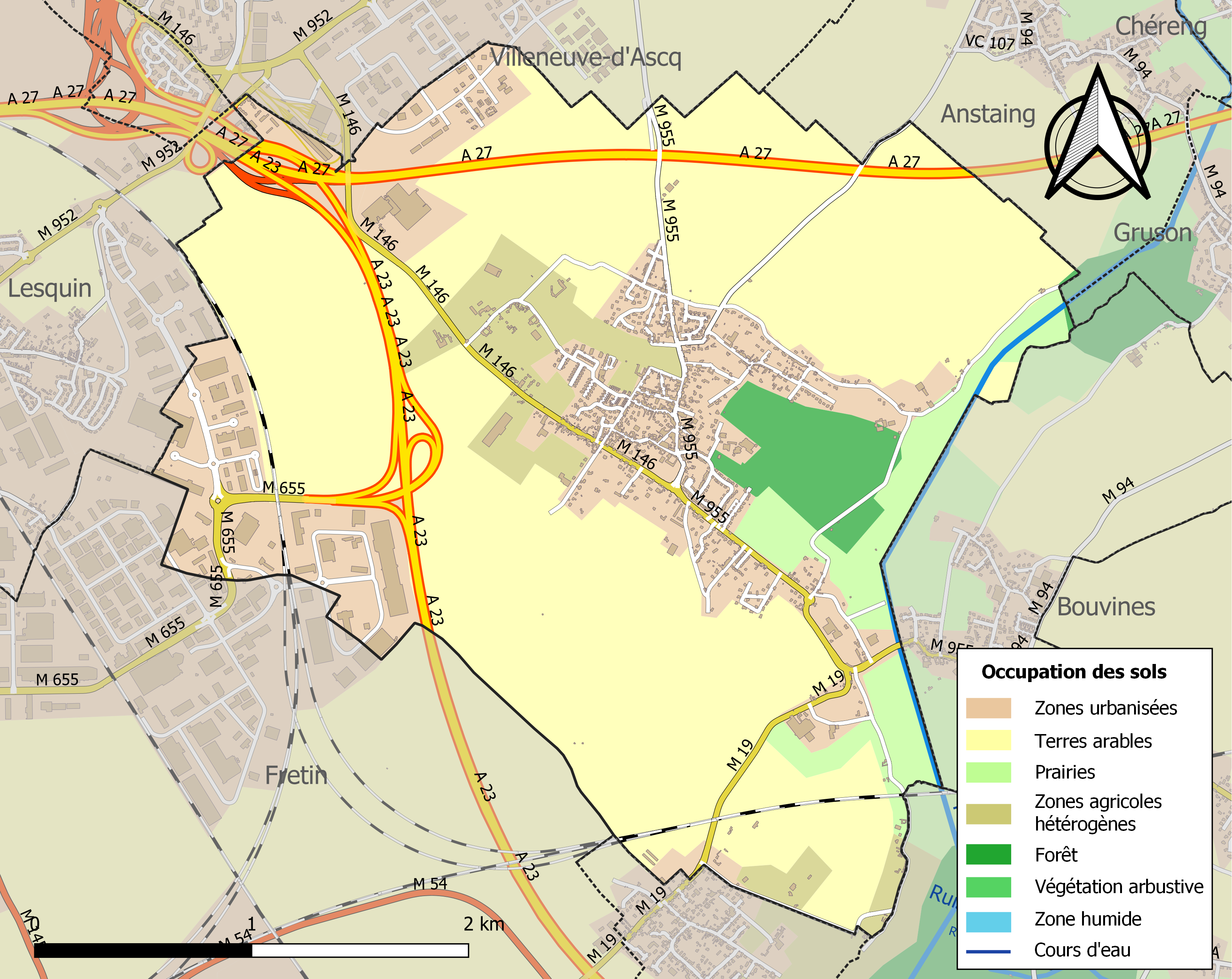
Carte des infrastructures et de l'occupation des sols de la commune en 2018 (CLC).

### Voies de communication et transports
La commune est desservie, en 2023, par la ligne Z8 et par les lignes de transport à la demande 20R et 69R du réseau Ilévia. Elle est également desservie par les lignes 854 et 870 du réseau interurbain Arc-en-Ciel 2.

## Toponymie
- Singem en flamand[19].
- Syngin (972), Senghin (1131), Senghinio (1253), Sainghin en Melantois (1793).

## Histoire
La première mention du nom de Sainghin est relevé dans un document daté du 5 août 977. Le premier seigneur de Sainghin connu est Rogier de Sengin et sa demeure féodale se trouvait au centre du bois.

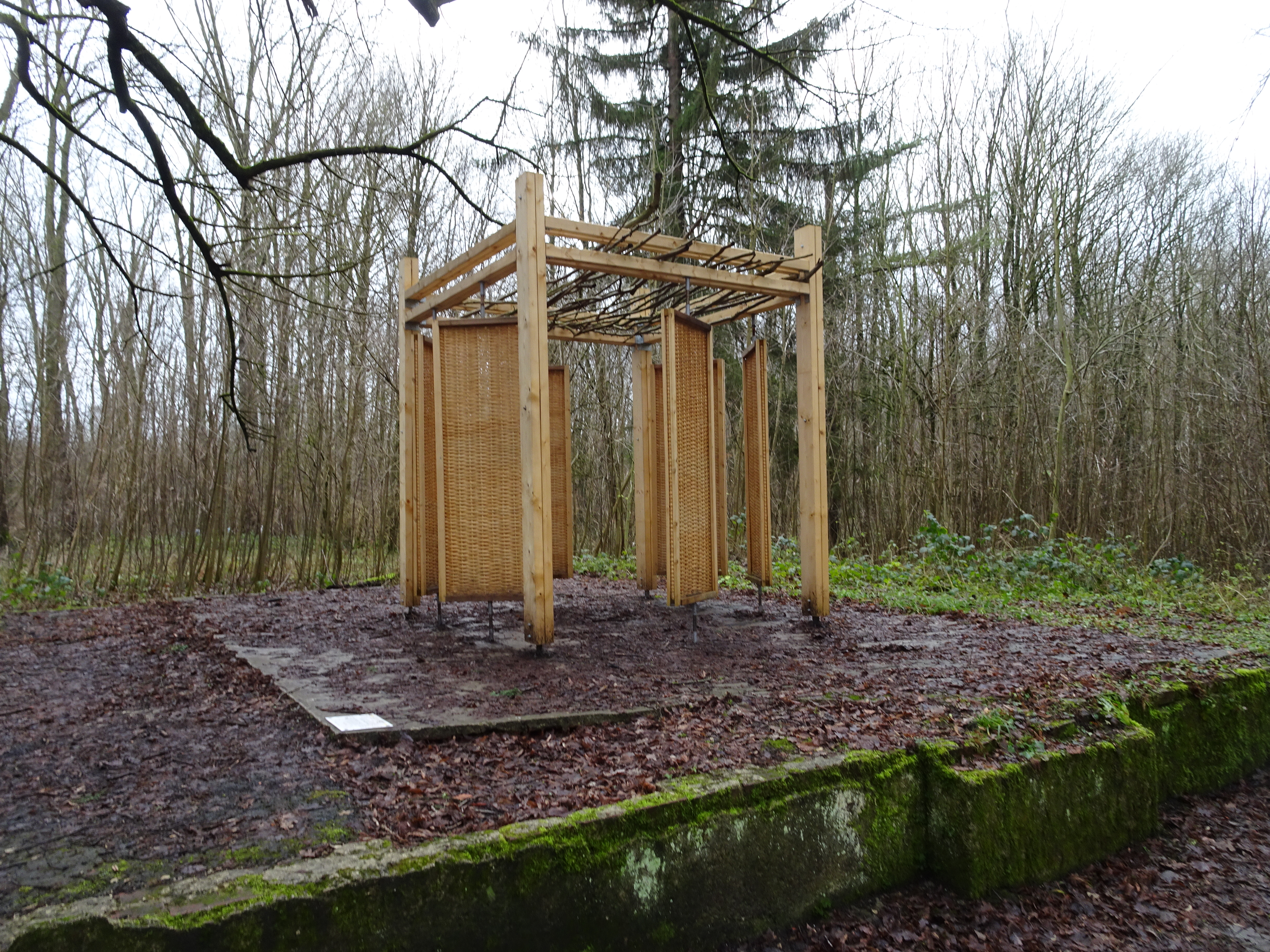
Vestiges de la motte féodale du XVe siècle

L'abbaye de Saint-Quentin-en-l'Isle possédait à Sainghin-en-Mélantois un domaine assez considérable affranchi de toute juridiction exercée par le comte et ses officiers. Le 5 août 977, Lothaire, sur la demande de l'abbé Arnoul, confirmait cette immunité judiciaire du domaine de Sainghin,. Toute possession ecclésiastique était au Moyen Âge, administrée par un maire, major, villicus, chargé de faire acquitter les redevances et les services dus par les hôtes et colons, de donner par les échevins l'investiture des héritages, de saisir les malfaiteurs et de faire les autres exploits de justice. Ainsi en était-il à Sainghin où un maire exerçait toute l'autorité féodale de l'abbaye de Saint-Quentin-en-l'Isle.
Jean de Landas, chevalier, est seigneur de Warlain et Sainghin-en-Mélantois vers 1299.
Entre 1896 et 1932, la ligne de chemin de fer de Saint-Amand à Hellemmes de 32 km dessert la commune.

## Politique et administration

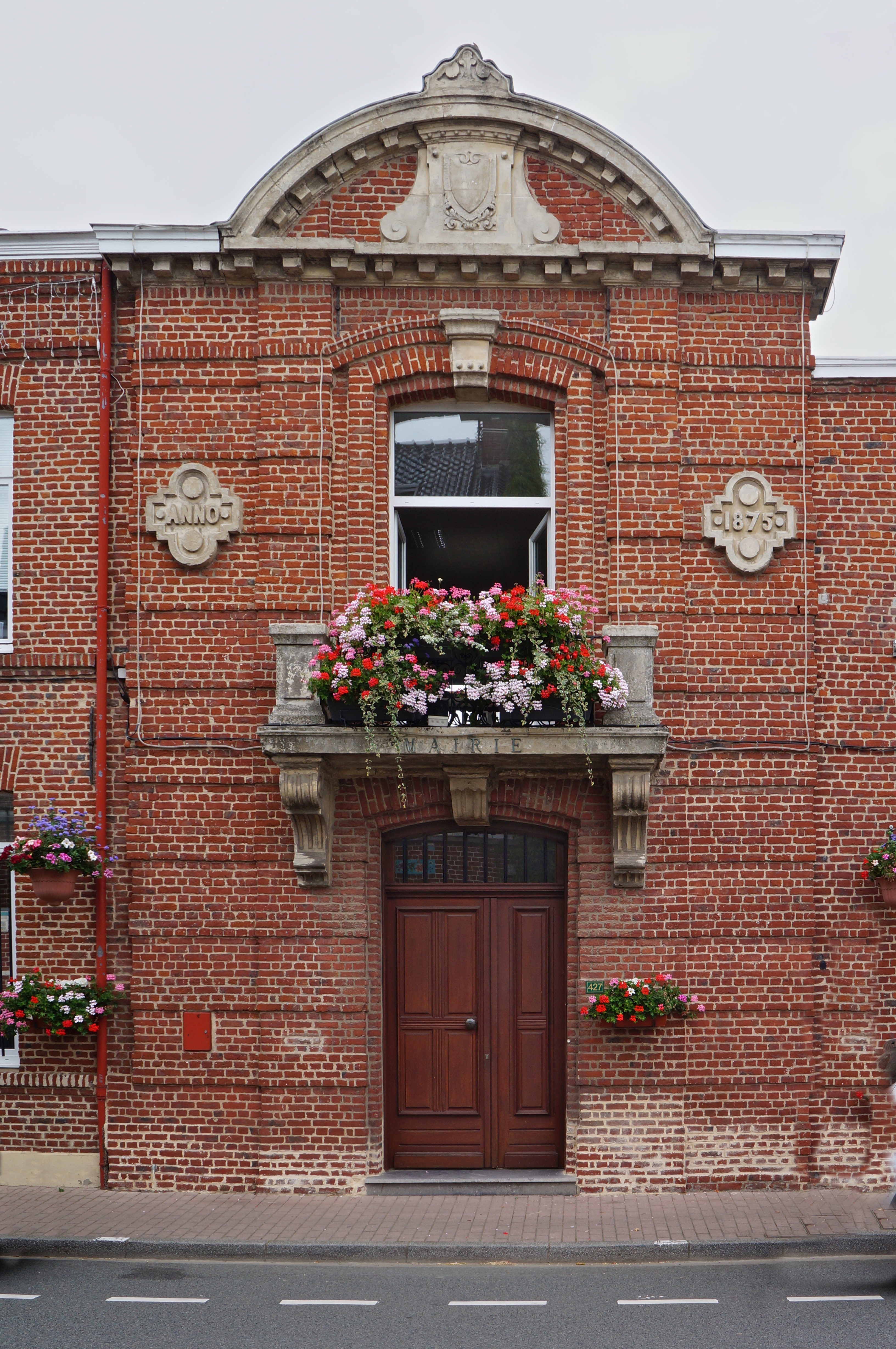
La mairie : le bâtiment de 1875

| Période                                  | Période                   | Identité                      | Étiquette | Qualité                  |
| ---------------------------------------- | ------------------------- | ----------------------------- | --------- | ------------------------ |
| Les données manquantes sont à compléter. |                           |                               |           |                          |
| février 1790                             | janvier 1792              | Jean François Pollet          |           |                          |
| février 1792                             | janvier 1794              | Antoine François Renard       |           |                          |
| février 1794                             | août 1794                 | François Joseph Defaux        |           |                          |
| août 1794                                | juillet 1795              | Druon Ernest Joseph Delebarre |           |                          |
| juillet 1795                             | avril 1798                | Adrien Marc Joseph Masquelier |           |                          |
| avril 1798                               | mai 1816                  | Antoine François Renard       |           |                          |
| mai 1816                                 | septembre 1830            | Pierre Louis Pollet           |           |                          |
| octobre 1830                             | mars 1831                 | Antoine François Renard       |           |                          |
| mars 1831                                | décembre 1831             | Henry Masquelier              |           |                          |
| décembre 1831                            | août 1847                 | Guillaume Descamps-Beaucourt  |           |                          |
| septembre 1847                           | mars 1848                 | Henry Masquelier              |           |                          |
| avril 1848                               | juillet 1848              | Auguste Tesse                 |           |                          |
| août 1848                                | novembre 1849             | Henry Masquelier              |           |                          |
| novembre 1849                            | octobre 1854              | Alphonse Descamps             |           |                          |
| janvier 1855                             | mars 1863                 | Louis Stanislas Pollet        |           |                          |
| juin 1863                                | mai 1884                  | Jules Antoine Pollet          |           |                          |
| mai 1884                                 | mai 1900                  | Adolphe Bourgeois             |           |                          |
| mai 1900                                 | mai 1908                  | Jean-Baptiste Brasseur        |           | Menuisier-charpentier    |
| mai 1908                                 | mai 1912                  | Louis Rémy Pollet             |           |                          |
| mai 1912                                 | décembre 1919             | Jean-Baptiste Bonduel         |           |                          |
| décembre 1919                            | juillet 1929              | Léon Charles Pollet           |           |                          |
| août 1929                                | mai 1935                  | Léon Buissé                   |           |                          |
| mai 1935                                 | février 1945              | Prudent Masse                 |           |                          |
| février 1945                             | novembre 1947             | Louis Messian                 |           |                          |
| novembre 1947                            | août 1950                 | Jean Duthilleul               |           |                          |
| octobre 1950                             | mars 1971                 | Camille Wyts                  |           |                          |
| mars 1971                                | août 1977                 | Charles Alfred Rouzé          |           |                          |
| août 1977                                | novembre 1985             | Bernard Mouton                |           |                          |
| janvier 1986                             | mars 1989                 | Léon Leclercq                 |           |                          |
| mars 1989                                | novembre 2009 (démission) | Jacques Edmé                  | DVD       | Ancien ingénieur textile |
| novembre 2009                            | En cours (au 28 mai 2020) | Jacques Ducrocq               | DVD       | Cadre supérieur          |

### Instances judiciaires et administratives
La commune relève du tribunal d'instance de Lille, du tribunal de grande instance de Lille, de la cour d'appel de Douai, du tribunal pour enfants de Lille, du tribunal de commerce de Tourcoing, du tribunal administratif de Lille et de la cour administrative d'appel de Douai.

## Population et société

### Démographie

#### Évolution démographique
L'évolution du nombre d'habitants est connue à travers les recensements de la population effectués dans la commune depuis 1793. Pour les communes de moins de 10 000 habitants, une enquête de recensement portant sur toute la population est réalisée tous les cinq ans, les populations de référence des années intermédiaires étant quant à elles estimées par interpolation ou extrapolation. Pour la commune, le premier recensement exhaustif entrant dans le cadre du nouveau dispositif a été réalisé en 2007.

En 2022, la commune comptait 2 844 habitants, en évolution de +5,84 % par rapport à 2016 (Nord : +0,51 %, France hors Mayotte : +2,11 %).
| 1793  | 1800  | 1806  | 1821  | 1831  | 1836  | 1841  | 1846  | 1851  |
| ----- | ----- | ----- | ----- | ----- | ----- | ----- | ----- | ----- |
| 1 180 | 1 028 | 1 142 | 1 413 | 1 528 | 1 675 | 1 702 | 1 706 | 1 751 |

| 1856  | 1861  | 1866  | 1872  | 1876  | 1881  | 1886  | 1891  | 1896  |
| ----- | ----- | ----- | ----- | ----- | ----- | ----- | ----- | ----- |
| 1 765 | 1 828 | 1 820 | 1 785 | 1 844 | 1 792 | 1 812 | 1 864 | 1 757 |

| 1901  | 1906  | 1911  | 1921  | 1926  | 1931  | 1936  | 1946  | 1954  |
| ----- | ----- | ----- | ----- | ----- | ----- | ----- | ----- | ----- |
| 1 714 | 1 621 | 1 590 | 1 561 | 1 617 | 1 556 | 1 540 | 1 543 | 1 635 |

| 1962  | 1968  | 1975  | 1982  | 1990  | 1999  | 2006  | 2007  | 2012  |
| ----- | ----- | ----- | ----- | ----- | ----- | ----- | ----- | ----- |
| 1 696 | 1 724 | 1 901 | 2 396 | 2 562 | 2 544 | 2 334 | 2 305 | 2 524 |

| 2017  | 2022  | - | - | - | - | - | - | - |
| ----- | ----- | - | - | - | - | - | - | - |
| 2 760 | 2 844 | - | - | - | - | - | - | - |

#### Pyramide des âges
La population de la commune est relativement jeune.
En 2018, le taux de personnes d'un âge inférieur à 30 ans s'élève à 33,9 %, soit en dessous de la moyenne départementale (39,5 %). À l'inverse, le taux de personnes d'âge supérieur à 60 ans est de 28,0 % la même année, alors qu'il est de 22,5 % au niveau départemental.
En 2018, la commune comptait 1 324 hommes pour 1 468 femmes, soit un taux de 52,58 % de femmes, légèrement supérieur au taux départemental (51,77 %).
Les pyramides des âges de la commune et du département s'établissent comme suit.
| Hommes | Classe d’âge | Femmes |
| ------ | ------------ | ------ |
| 0,4    | 90 ou +      | 0,9    |
| 5,1    | 75-89 ans    | 8,6    |
| 20,7   | 60-74 ans    | 20,2   |
| 20,4   | 45-59 ans    | 18,6   |
| 18,7   | 30-44 ans    | 18,7   |
| 15,9   | 15-29 ans    | 14,3   |
| 18,8   | 0-14 ans     | 18,7   |

| Hommes | Classe d’âge | Femmes |
| ------ | ------------ | ------ |
| 0,5    | 90 ou +      | 1,4    |
| 5,3    | 75-89 ans    | 8,1    |
| 14,8   | 60-74 ans    | 16,2   |
| 19,1   | 45-59 ans    | 18,4   |
| 19,5   | 30-44 ans    | 18,7   |
| 20,7   | 15-29 ans    | 19,1   |
| 20,2   | 0-14 ans     | 18     |

## Économie

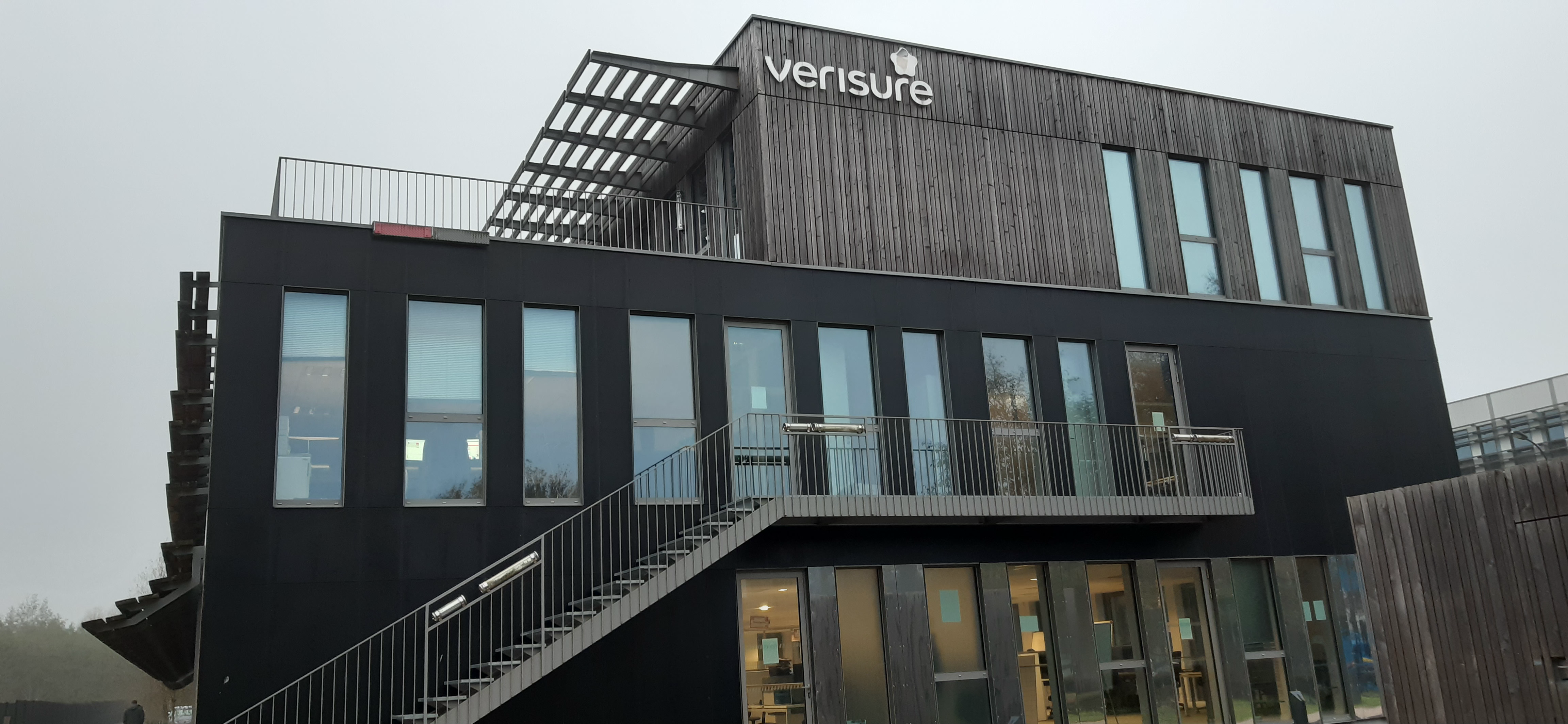
Bâtiment de Verisure en 2020.

Une partie du Centre de transport régional de Lesquin se situe sur la commune, ainsi que le parc d'activité de la Haute-Borne. L'entreprise Verisure y a ouvert un bâtiment en 2014, employant environ 300 personnes. Un camp de camping, le Grand Sart, est en activité sur la commune.

## Culture locale et patrimoine

### Lieux et monuments

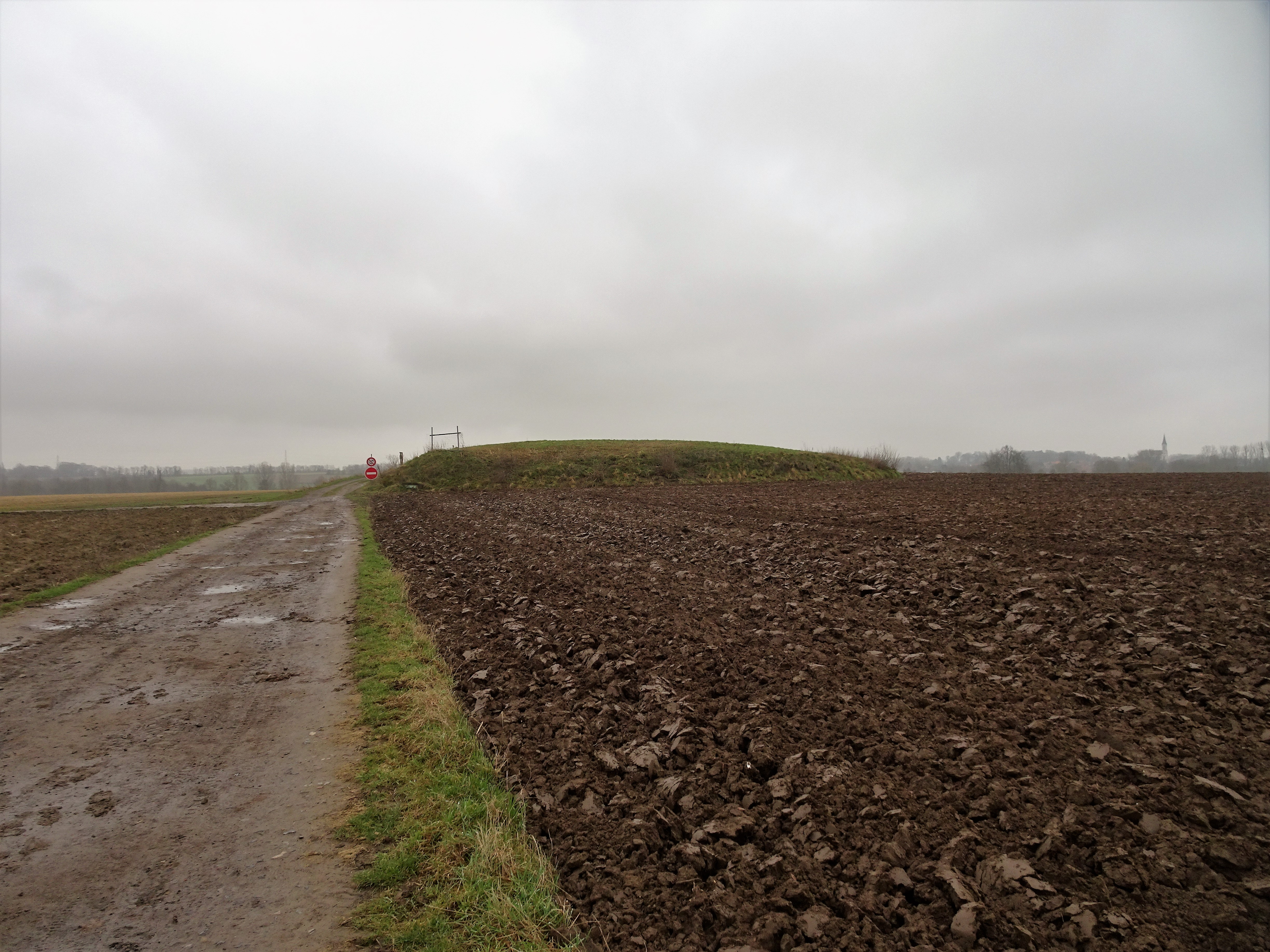
Tumulus dit Mont des Tombes.

- L'église Saint-Nicolas, dont la tour et la nef datent du XVIe siècle.

#### Sélection de quelques éléments classés
|                     |
| Christ aux outrages |

|                   |
| Descente de croix |

|                                      |
| Dalle funéraire d’Antoine Harnequeau |

|                    |
| L’absidiole gauche |

|                           |
| Cuve des fonts baptismaux |

- Le musée lapidaire Gabriel Mouvaux, aménagé dans une des sacristies, qui présente des vestiges d'une église du XIe siècle et d'un site gallo-romain trouvés lors des fouilles de l'église, après son incendie le 26 mai 1971.
- Le tumulus dit mont des Tombes, site archéologique gallo-romain, inscrit à l'inventaire des monuments historiques en 1970[35].

### Personnalités liées à la commune
- Roger Duquesnoy (1948-2012), joueur de basket-ball[36].
- Famille Pollet

### Héraldique
|  | Les armes de Sainghin-en-Mélantois se blasonnent ainsi : « D'or au franc-canton de gueules. » |

### Dans la culture populaire
Sainghin-en-Mélantois est présente avec Villeneuve-d'Ascq dans le jeu de rôle en ligne massivement multijoueur post-apocalyptique Leelh.

### Anecdotes
Le 9 juillet 2014, Christopher Froome abandonne le Tour de France 2014 à Sainghin-en-Mélantois après avoir chuté pour la seconde fois de la journée. Il était jusqu'alors l'un des grands favoris de cette édition.

## Pour approfondir